# Idris I de Canem
Idris I (m. 1366) foi um maí (rei) do Império de Canem da dinastia sefaua e governou de 1342 a 1366.

## Vida
Idris era filho de Ibraim I (r. 1296–1315) e neto de Bir II (r. 1277–1296). Sucede seu sobrinho Maomé I (r. 1341–1342) após sua morte e ao tomar o trono conseguir estabilizar o país. Por seu parente de Bir, que gozava apoio entre os povos não-Magoni de Canem, pode ter tido uma política mais conciliatória com as populações de Bornu, bem como foi capaz de estabelecer um modus vivendi com as tribos saôs, trazendo então ordem ao país. Com sua morte foi sucedido por seu irmão Daúde I (r. 1366–1377).